# Malvina Tuttman
Malvina Tania Tuttman é uma pedagoga brasileira.
Graduada em Pedagogia pela Universidade Santa Úrsula (1976), mestre em Educação pela Pontifícia Universidade Católica do Rio de Janeiro (1981) e doutora em Educação pela Universidade Federal Fluminense (2004). 
Foi presidente do Instituto Nacional de Estudos e Pesquisas Educacionais Anísio Teixeira (INEP), entre 18 de janeiro de 2011 e 26 de janeiro de 2012. Antes, foi reitora da Universidade Federal do Estado do Rio de Janeiro.
Tem experiência na área de Educação, com ênfase em Planejamento e Avaliação Educacional, especialmente nos seguintes temas: flexibilização curricular, extensão universitária, cotidiano na educação, metodologias participativas e planejamento
Sua nomeação foi feita após problemas com as provas do ENEM 2010 e com o Sisu 2011 e a consequente exoneração do antigo presidente do INEP, Joaquim José Soares Neto. A designação de Malvina para um dos cargos mais importantes na área de educação do país gerou surpresa e foi contestada por parte da imprensa.
Malvina segue a religião judaica.
A cerimônia de posse de seu atual e segundo mandato de reitora ocorreu no dia 3 de setembro de 2009, na sede do Ministério da Educação – MEC, em Brasília.[carece de fontes?]
A Reitora recebeu o Prêmio Mais Mulheres, recém instituído pela Secretária Especial de Políticas para Mulheres, Nilcéia Freire, no dia 09 de março de 2009, em Brasília.[carece de fontes?]
Atualmente, é membro do Conselho Nacional de Educação, onde participa da Câmara de Educação Básica. Seu mandato tem vigência até o ano de 2018.